# كم غك جن (لاعب كرة قدم)
كيم كوك جين (بالإنجليزية: Kim Kuk-Jin)‏ (مواليد 5 يناير 1989 في كوريا الشمالية) لاعب كرة قدم كوري شمالي دولي يجيد اللعب في خط الوسط . يلعب حاليا لصالح نادي ويل السويسري منذ 2009 .

## روابط خارجية
- كيم كوك جين على موقع الاتحاد الدولي (مؤرشف)  (الإنجليزية)
- كيم كوك جين على موقع قاعدة بيانات كرة القدم.إي يو (الإنجليزية)
- كيم كوك جين على موقع ناشيونال فوتبول تيمز (الإنجليزية)
- كيم كوك جين على موقع عالم كرة القدم.نت (الإنجليزية)